# 하백
하백(河伯)은 한국 신화에 등장하는 압록강의 신이다. 중국 신화의 하백과 동일시된다. 전설에 따르면 그의 딸 유화는 해모수와 결혼하여 고구려의 시조인 동명성왕을 낳았다.

## 신화
압록강의 신 하백에게는 유화, 위화, 횡화 세 딸이 있었다. 맏딸 유화는 강에서 목욕을 하던 중 해모수와 마주치게 되고 결국 아버지의 허락 없이 그와 결혼하게 된다. 이에 분노한 유화의 아버지는 해모수에게 변신 결투를 신청했다.
하백은 잉어, 사슴, 메추라기로 변신하지만 해모수가 각각 수달, 늑대, 매로 변신하자 결국 잡혀버렸다. 패배하고 해모수의 우월함을 인정한 하백은 결혼을 승낙했다.
그러나 정식 혼인식이 거행된 후 유화는 승천하기도 전에 해모수의 마차에서 빠져나와 아버지인 하백에게로 돌아갔다. 딸의 행동이 불명예를 안게 되자 하백은 입술을 벌리고 그녀를 동부여의 개울로 유배시켜 죽이려했다. 나중에 유화는 어부들에 의해 풀려났고, 어부들은 그녀를 지역 왕 금와에게 데려왔고, 후에 그녀는 주몽을 낳았다.

## 가계
- 딸 : 유화(河柳花)
  - 외손자 : 동명성왕(東明聖王)
- 딸 : 위화(葦花)
- 딸 : 훤화(萱花)

## 대중 문화속에 나타나는 하백
- 《주몽》(MBC, 2006년~2007년, 배우:박영태
- 2017년 tvN 월화드라마 하백의 신부 2017에서 남주혁이 연기했다.[5]

## 같이 보기
- 하백 (중국)